# 612946 Žirmūnai
612946 Žirmūnai è un asteroide della fascia principale. Scoperto nel 2005, presenta un'orbita caratterizzata da un semiasse maggiore pari a 3,0526041 au e da un'eccentricità di 0,2284442, inclinata di 6,74667° rispetto all'eclittica.
L'asteroide era stato inizialmente battezzato 612946 Zirmunai per poi essere corretto nella denominazione attuale.
L'asteroide è dedicato all'omonima unità amministrativa, la più popolosa tra quelle che costiuiscono la città di Vilnius.